# 497
497 foi um ano comum do século V que teve início e terminou a uma quarta-feira, segundo o Calendário Juliano. A sua letra dominical foi E. Segundo o horóscopo chinês, foi o ano do Boi.
| Ano completo                        |
| ----------------------------------- |
| Ano comum com início à quarta-feira |

## Eventos
- Clóvis I se converte ao cristianismo e é batizado em Reims por São Remígio.